# جان بول مارا
كان جان - بول مارا (1743م - 1793م) أحد أهم مفكري وقادة الثورة الفرنسية الأكثر راديكالية، متعطشاً للدماء، فاقداً لفضيلة الصبر، هسترياً، وأقرب إلى الجنون، لكنه كان صاحب تأثير كبير على الثورة الفرنسية · وفي فترة من الزمن، كان مارا يحتل المكانة المركزية في مسرح الثورة، وكانت كلماته ترنّ في آذان الجمهور، لكنه اغتيل في أوج مجده، فاعتبره الجمهور شهيداً، فحصل على تكريم لم يكن يحلم به في حياته ·

## حياته
ولد مارا في سويسرا في 24 من شهر مايو سنة 1743م لأسرة متوسطة الحال، وكان مارا الأكبر بين ستة أطفال · وعندما بلغ السادسة عشرة من عمره صار معلماً في بوردو حيث تعلّم الطب مدة سنتين، ثم أكمل دراسته في باريس عام 1765م · وفي الثانية والعشرين من عمره رحل إلى بريطانيا حيث بدأ يكتب مقالاته وكتبه حول الطب والسياسة ·

## صفاته

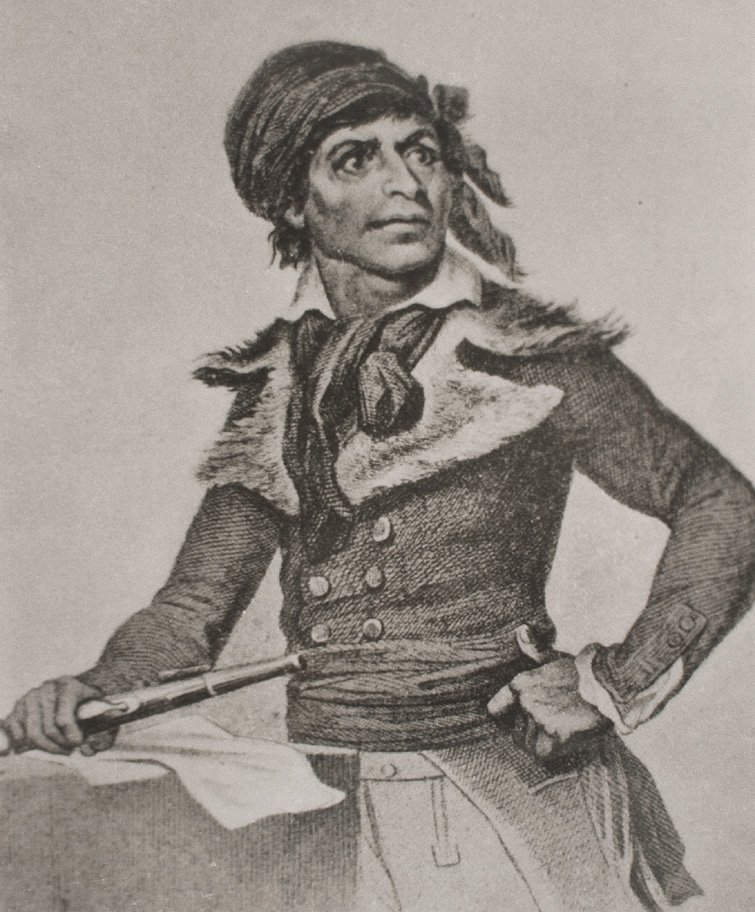
جان بول مارا

من الناحية الجسمانية، كان مارا يشبه نابليون إلى درجة كبيرة، فهو قصير القامة، وحجم جذعه كبير، وذراعاه قويتان ·
اما جبهته فعالية ووجهه كبير مقارنة مع بدنه · الشيء المميزّ في مارا هو صوته، فقد كان كفيلاً بتهييج المستمعين اليه ·
من حيث الملابس، حرص مارا على ارتداء ملابس الفقراء، بقميص مفتوح الصدر، لكنه حرص أيضاً على وضع مسدسين إلى جانبيه ·

## أشهر مؤلفاته
من أشهر مؤلفات مارا كتابه (سلاسل العبودية)، أما لدى عودته إلى فرنسا، فقد صار يكتب مناشيراً، فكان كل منشور أشد راديكالية من سابقه ·

## أعماله
في يوم 12 من شهر سبتمبر سنة 1789م نشر الطبعة الأولى من صحيفته الشهيرة · حملت الأعداد الأولى عنوان (الباريسي الشهير) لكن طموح مارا كان أبعد من حدود باريس، فقد أرد أن يكون (صديق الشعب)، ولذلك أطلق على صحيفته ذلك الاسم الرنّان ·
قبل ذلك بقليل، كان تفكير مارا تقليدياً، وكان مليكا تحرريا يؤمن بتقييد سلطات الملكية ولكن دون إلغائها، وكان يمجّد الملك لويس السادس عشر، لكن الملك أصدر قرارات عديدة ضد المجالس الدستورية، وعارض إصدار بيان (حقوق الإنسان)، وهنا بدأ مارا بوجوب إقالة الملك ·
صدرت أعداد متعاقبة من الصحيفة، وفيض من الكتيبات التي كتبها مارا مستمراً في دعم فكرة الملكية المقّيدة بالدستور، مع تأييد إعلان حقوق الإنسان التي تنصّ على أن حقوق الشعب مقدّمة على رغبات وامتيازات الملك · شيئاً فشيئاً بدأ مارا يبتعد عن الأفكار المعتدلة ·
وصف بعضهم كتابات مارا مثل بوق إسرافيل ينادي الأموات كي يستيقظوا من السبات الطويل يوم القيامة · انتبهت السلطات إلى نشاطات مارا، ووجهت إليه تهمة الخيانة مما اضطره إلى الفرار والتخفّي.. واستمرت حياته بين الاختفاء ثم الظهور العلني وصدور الكتابات الملتهبة ·

## مجازر أيلول (سبتمبر)

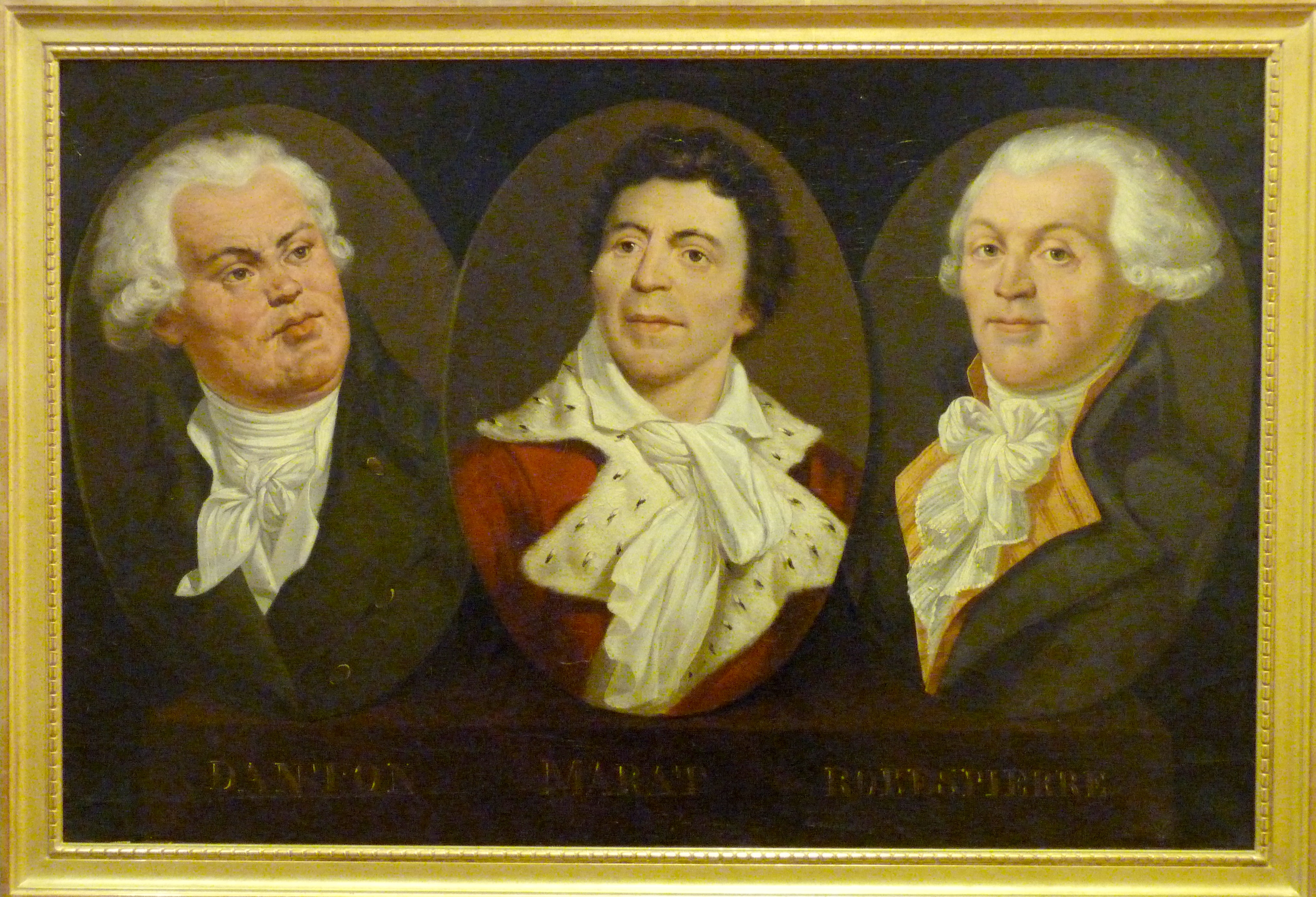
صورة تجمع زعماء الثورة الفرنسية من يمين الصورة روبسبير ومارا ودانتون

في عام 1792م صار مار يدعو إلى قيام دكتاتورية في فرنسا بعد محاولة الملك الفرار يوم 21 من شهر يوليو سنة 1792 م · وفي السنة نفسها سافر مارا إلى بريطانيا، وفي هذه الأثناء قامت الجمهورية الفرنسية ·
دعى مار في يوم 2 من شهر سبتمبر سنة 1792 م ليصبح عضواً في لجنة الرقابة في كمبونة باريس، وفي ذلك اليوم بالذات، بدأت مذابح ايلول، ولذلك ارتبط اسم مارا بتلك المذابح · وفي نظر بعض المؤرخين، فإنّ مارا هو المسؤول عنها · ففي ذلك اليوم راجت شائعات تقول إن السجناء الملكيين يخططون للهروب من السجون ثم شن حملة دموية للانتقام · وهكذا بدأت حملة منظمة لذبح السجناء، فكانت مجزرة حقيقية، لقد قتل ما بين 900 إلى 1600 سجيناً خلال ثلاثة أيام في الزنزانات أو في منصّات الإعدام العلينة، دون محاكمة ·
يشير المؤرخون إلى عبارة كتبها مارا في صحيفته يوم 27 من شهر مايو سنة 1791م، ويقول فيها : [ قبل نهاية السنة، سيتدحرج خمسائة ألف رأس في فرنسا ].. وفي العدد يوم 19 من شهر أغسطس سنة 1792 م، قال مارا : [ قوموا واسفكوا دماء الخونة من جديد.. هذه هي الطريقة الوحيدة لتخليص أرض الآباء... ] ·
لعل تلك الكتابات الشاهد الوحيد على مسوؤليته عن مجازر أيلول سبتمبر، كانت الكتابات شبيهة بصب الزيت على النار، فهي - على أقل حال - انعدام مسؤولية من جانبه، وهذه كافية لإدانته · وإذا افتقد الدليل الحقيقي على مسؤوليته، فهو لم يفعل شيئاً لإيقاف حمام الدم·

## صراعه مع الجيرونديين

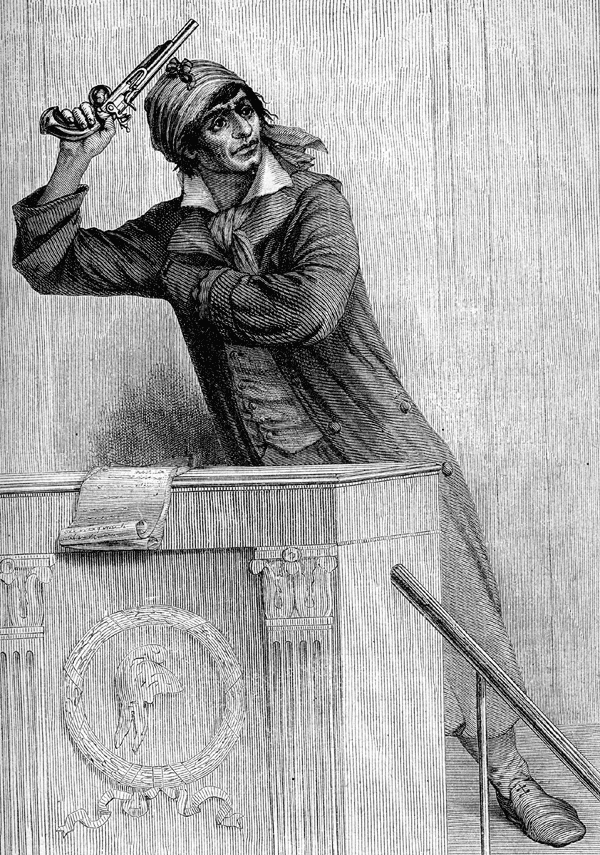
مار يخطب في الجمعية العمومية ويهدّد بقتل نفسه إذا صوّتت الجمعية ضدّه سنة 1793 م

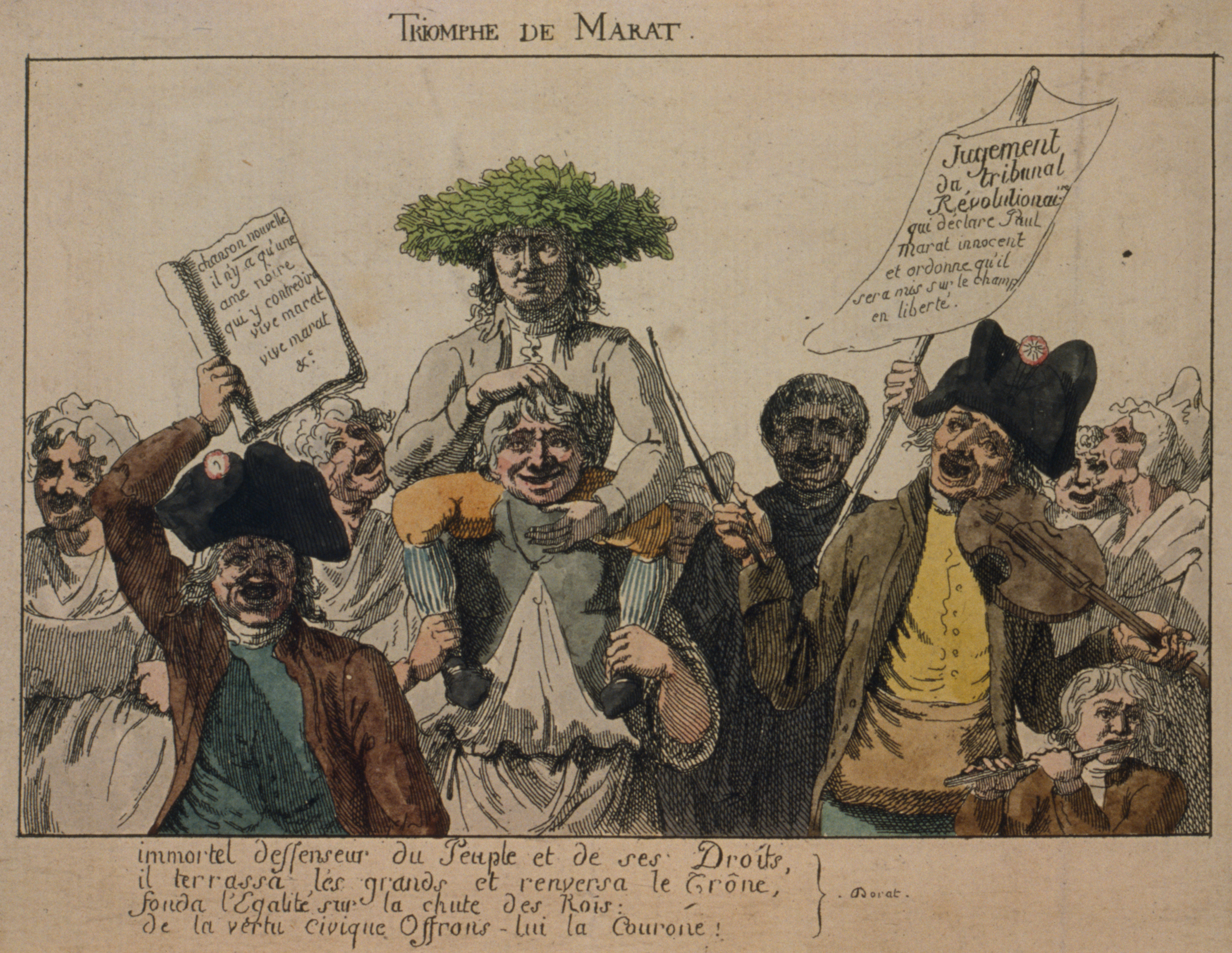
“أنتصار مارا” نقش شهير لمارا محمولاً على أعناق جماهير فرحة بعد أعلان براءته

صار مارا عضواً في الجمعية الوطنية الفرنسية التي أعلنت قيام الجمهورية الفرنسية يوم 22 من شهر سبتمبر سنة 1792 م، وبعد ثلاثة أيام من ذلك تحولت صحيفة (صديق الشعب) ليصبح اسمها (صحيفة الجمهورية الفرنسية) ·
مع بداية عام 1793 م، عاد مارا للتبشير بنظرية الدكتاتورية، وصار مار ينادي بموت الملك لويس السادس عشر · وبعد إعدام الملك وقف مارا في الجمعية الوطنية الفرنسية منادياً : <<أنني أؤمن بالجمهورية>> ·
ومع مرور الأيام، انقسمت الجمعية الوطنية الفرنسية إلى ثلاثة أقسام، فالأغلبية العظمى احتلت الوسط، وانحاز الجيرونديون إلى اليمين، وهم الذين يمثلون منطقة جيروندي وما حولها، بينما في اليسار كان نوّاب باريس، وأطلق عليهم اسم الجبل لأنهم جلسوا في مقاعد مرتفعة عالية في قاعة الجمعية، وكان روبسبير زعيم هؤلاء إلى جانب مارا ·
لاحت في الأفق بدايات حرب بين الجيرونديين ومارا، فقد اتهمهم بأنهم أكبر عائق أمام نجاح الجمهورية، واتهم الجيرونديون روبسبير، وجورج دانتون، ومارا بمحاولة إنشاء دكتاتورية · وقف مارا مدافعاً عن ثلاثتهم، وختم كلمته العاطفية بحركة مسرحية حين اخرج مسدسه ووجهه إلى صدغه مهدداً أنه في حال الاستمرار في اتهامه سوف يطلق الرصاص على نفسه، ويفجر دماغه · وبالطبع كانت حركة مسرحية، فمارا لن يضغط على الزناد ليقتل نفسه ·
استمر الصراع بين الجبهتين، لكن مارا تمكّن من توجيه اتهامات بمعاداة الثورة، وبدأت مطاردة الجيرونديين وقطع رؤوسهم ولم يعودوا يمثلون قوة، بل لم يعد لهم وجود في فرنسا ·

## مرضه
عانى مارا من مرض جلدي شديد قيل إنه بسبب اختفاء مارا زمناً طويلاً في مجاري باريس تحت الأرض، ولكن الأطباء قالوا إنه الهربز (مرض بسبب الزنا) · المهم أن المرض الجلدي تطوّر ليصيب الرئة، ولم يعد مارا يشعر بالراحة إلا إذا مكث في حوض من الماء الدافئ · لقد صنع الحوض من النحاس خصيصاً له، وعليه منصّة للكتابة، ومن ذلك الحوض كان مارا يدير عمله وشؤون نشاطه بعيداً عن الانظار ·

## اغتياله

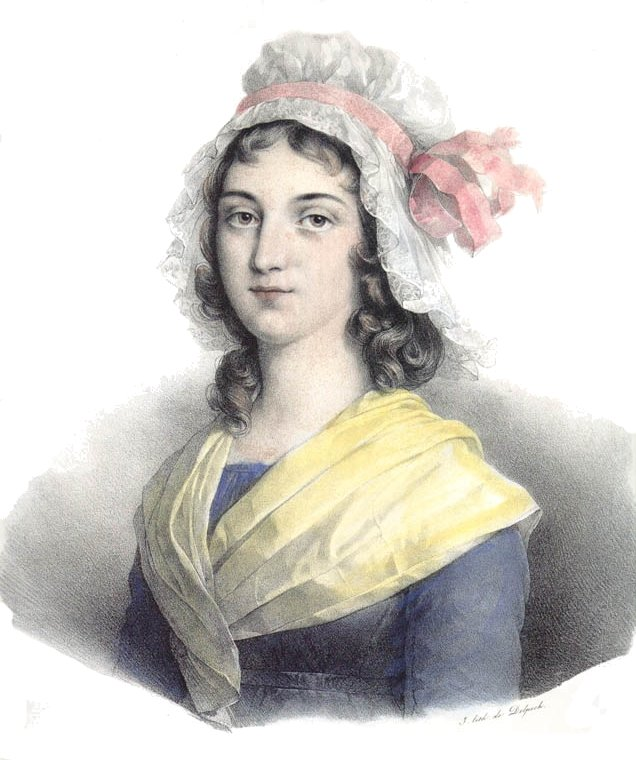
ماري آن شارلوت كورديه دارمان

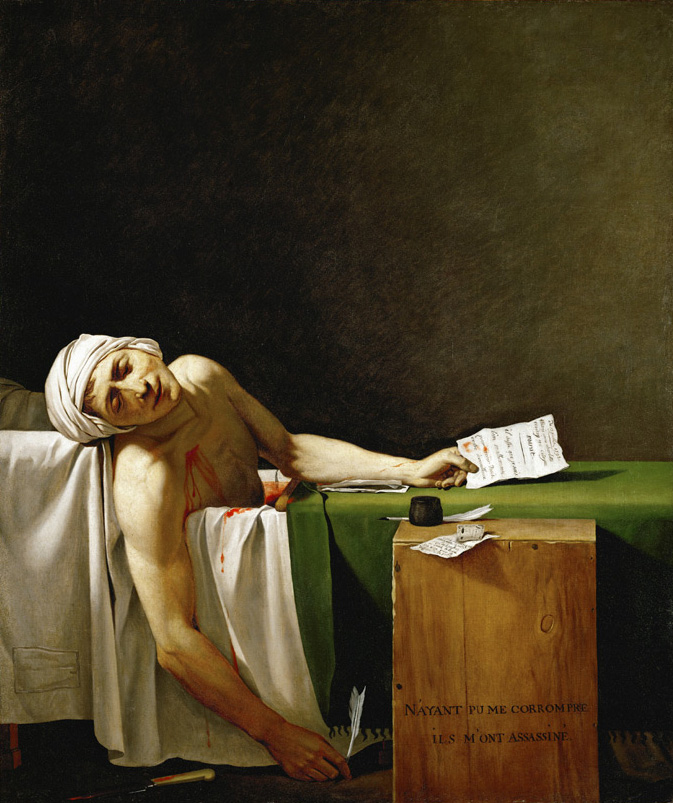
رسم رسمها جاك لوي دافيد يمثل مارا مصاباً بالخنجر وقد جلس في حوض الماء الذي كان يمارس الكتابة أثناء جلوسه فيه

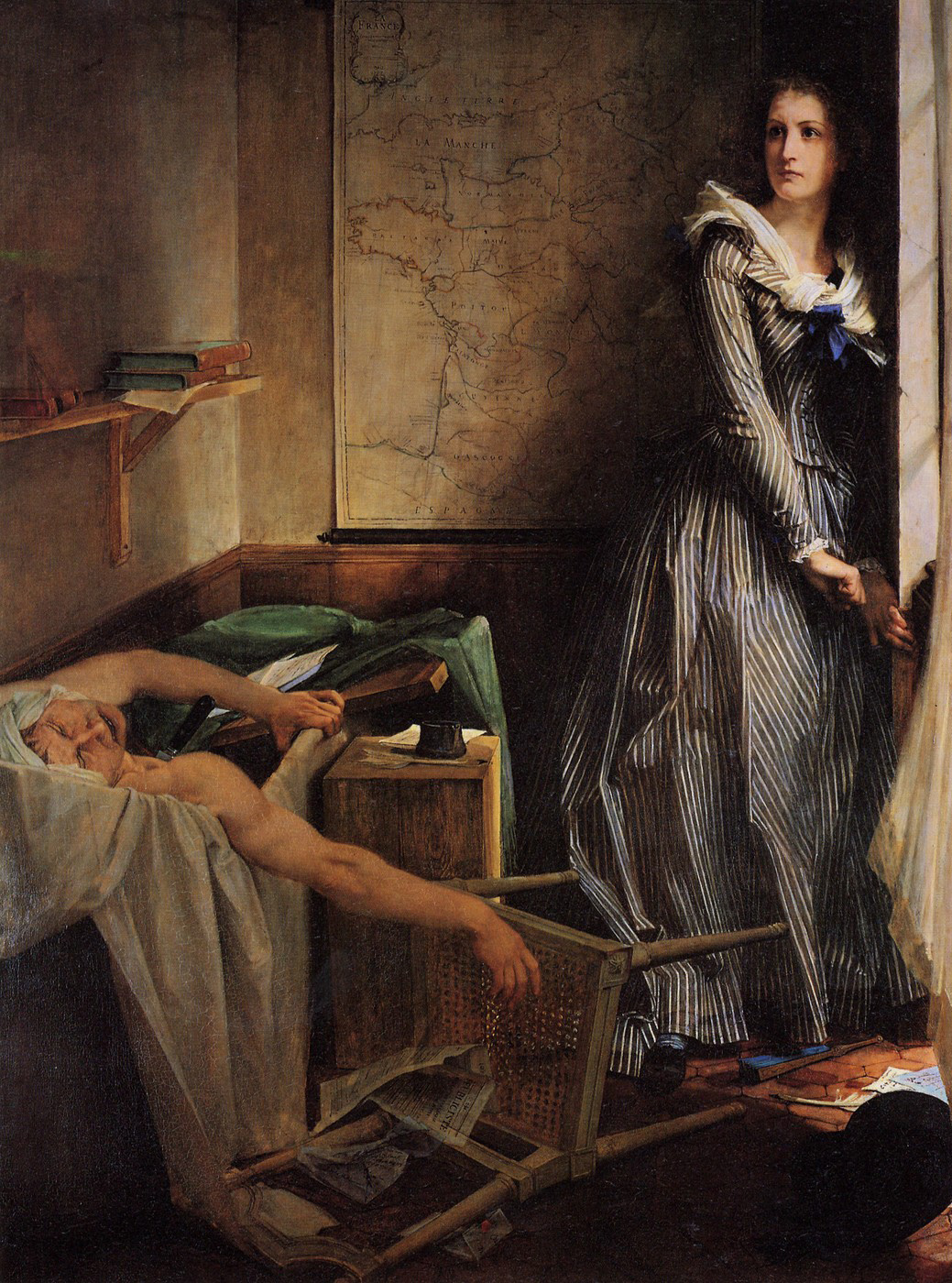
شارلوت تقتل مارا بالخنجر

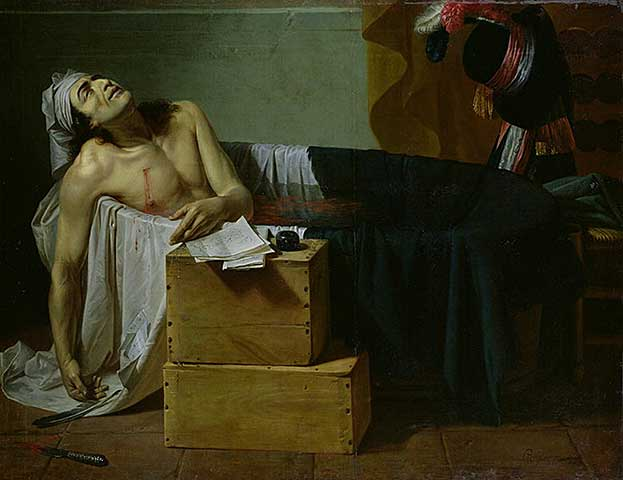
أغتيال جان بول مارا

في الأثناء بدات فتاة في وضع الخطة لتخليص البلاد من مارا · إنها ماري آن شارلوت كورديه دارمان، تبلغ من العمر 24 سنة، فارغة الطول، قوية الإرادة، وهي رومانسية أيضا ً ·
بسبب الحملة على الجيرونديين، هرب العديد من قادتهم إلى نورماندي حيث اعتادوا عقد اجتماعات سرية ·
وقد حضرت شارلوت كورديه بعض تلك الاجتماعات، وسمعت جين بيير بريسو يصف مارا أنه : وحش، دون مشاعر، قاسي القلب، وهو يعد التاس بقتل ثلاث مائة ألف إنسان من أجل بناء صرح الليبرالية... وأذا عاش مارا... سيقتل هذا العدد من الناس فعلاً... إن روحه ملوثة بالدم والقاذورات... إنه عار على جبين الإنسانية والثورة.. لابد من موت هذا الوحش...
استقلت الفتاة القطار المتجهه إلى باريس[بحاجة لمصدر]، وقد خططت لاغتيال مارا داخل الجمعية الوطنية الفرنسية · وعندما وصلت إلى باريس اشترت سكيناً، واستأجرت غرفة في أحد فنادق باريس ·
في اليوم التالي، توجهت الفتاة إلى مقر الجمعية، لكنها لم تجد مار، فقد بلغ الخمسين من عمره، ثم إن مرضه الجلدي جعله يكثر من الجلوس في حوض الماء الدافئ في شقته الواقعة في 30 - شارع كوردليه ·
عادت شارلوت إلى الفندق، وكتبت رسالة إلى مارا : (إلى المواطن مارا، لقد وصلت من مدينتي... ويجب أن تعلم الأحداث التي تجري في ذلك الجزء من الجمهورية · سأحضر إلى بيتك بعد ساعة.. أرجو أن يسمح وقتك بمقابلتي لوقت قصير · سوف أشرح لك الأوضاع لتتمكن من خدمة فرنسا) ·
أرسلت شارلوت رسالتها، ولم يسمح لها بالدخول، فعادت لتكتب رسالة أقوى وقد وصفت نفسها بأنها ضحية لمؤمرات أعداء الثورة الجيرونديين، وقالت : إن لديها أسراراً وأسماء تود تبليغها لمارا... ومرة أخرى، لم يسمح لها بالدخول ·
حاولت شارلوت مرة ثالثة، وأصرّت على دخول الشقة، حيث يوجد فيها خليلة مارا تُدعى سيمون إيفرار، وشقيقته، ومساعده في إدارة تحرير الصحيفة ·
دخلت شارلوت، وبدأت تتحدث عن المؤامرة المزعومة في مدينتها...
<<عشرة نوّاب يحكمون المنطقة هناك>>...
- ما أسماؤهم ؟ (قال ذلك بحماس شديد)...
بدأت شارلوت تذكر أسماء : إنهم.. بابارو... بيتيون... لوفيت...
تناول مارا قلماً وبدأ يكتب الأسماء وهو يقول : (سوف يذهبون إلى المقصلة قريباً..) ·
وفي هذه اللحظة، وقفت شارلوت وانتزعت سكينها من تحت ردائها، واتجهت نحو حوض الماء لتطعن مار عميقاً في صدره فأصابت رئته اليسرى والشريان الأورطي.. ارتمى مارا وبدأ ينادي خليلته سيمون.. أنقذيني.. أنقذيني.. أنقذيني..
هرعت سيمون إلى الغرفة وشاهدت الجرح الذي ينزف دماءً في حوض الماء · ضغطت سيمون بيدها على الجرح في محاولة لإغلاقه.. لكن الوقت كان متأخراً.. فقد مات مارا ·
حاولت شارلوت التسلل، لكن الخليلة هاجمتها وضربتها بكرسي فأوقعتها أرضاً · هنا قالت شارلوت : لا يهم.. فقد حققت هدفي.. لقد قتلت الوحش ·
لقد قال مارا ذات يوم لروبسبيير : (إنني الغضب.. إنني غضب الشعب.. ولذلك ينصت الشعب لكلماتي.. ويؤمنون بي...) ·
لقد انفجر غضب الناس، وأعدمت شارلوت على المقصلة بعد أربعة أيام من الاغتيال ·

## العواقب المباشرة لاغتيال جان - بول مارا
تحوّل مارا إلى شهيد وأقميت له جنازة رسمية، وأطلق اسمه على عشرات القرى والشوارع. كتبت عشرات القصائد تمجيداً له. وصار الشعراء يشبهونه بالمسيح أما خليلته فقد مُنحت راتباً شهرياً مدى الحياة، ووضع رماد جسده في مكان الشرف في البانثيون.
راجت الشائعات التي تقول إن هذه الحادثة ستكون بداية سلسلة اغتيالات، ولذلك اكتسب عهد الإرهاب قوة دافعة. لقد اكتسب مارا في موته قوة أكثر من قوة مارا أثتاء حياته بل أكثر مما كان يحلم به، لقد تحول إلى شهيد، بل إلى أكثر من ذلك. ارتفع إلى مستوى القديسين في تلك الفترة من الزمن.

## روابط خارجية
- جان بول مارا على موقع الموسوعة البريطانية (الإنجليزية)
- جان بول مارا على موقع ألو سيني (الفرنسية)
- جان بول مارا على موقع إن إن دي بي (الإنجليزية)